# Préfecture de Macenta
La préfecture de Macenta est une subdivision administrative de la région de Nzérékoré, en Guinée. Le chef-lieu est la ville de Macenta.

## Subdivision administrative
La préfecture de Macenta est subdivisée en quinze (15) sous-préfectures: Macenta-Centre, Balizia, Binikala, Bofossou, Daro, Fassankoni, Kouankan, Koyamah, N'Zébéla, Ourémai, Panziazou, Sengbédou, Sérédou, Vassérédou et Watanka.

## Population
En 2016, la préfecture comptait 297 779 habitants.

## Personnalité
- Marie Kenneth Guilavogui (?-), député de Macenta de 2020 en 2021.
- Bernard Pévé Béavogui (1983-), écrivain guinéen
- Louis Lansana Béavogui (1923-1984), homme politique guinéen.